# Мацудайра Саданобу
Мацудайра Саданобу (яп. 松平定信, まつだいらさだのぶ; 1758—1829) — японський політичний і державний діяч періоду Едо. Псевдонім — Ракуо (楽翁, «Веселий дід»).

## Короткі відомості
Мацудайра Саданобу народився 1758 року. Він був сьомим сином японського поета і філософа Таясу Мунетаке, сина 8-го сьоґуна Токуґави Йосімуне.
1774 року юний Саданобу став названим сином Мацудари Садакуні, володаря Сіракава-хану в північнояпонській провінції Муцу. Через вісім років він обіймав посаду названого батька. На посту голови хану Мацудайра Саданобу проявив себе талановитим урядовцем: спромігся звести до мінімуму число жертв голоду Теммей, наповнив ханську скарбницю, сприяв розвитку комерції.
1787 року, після відставки Тануми Окіцуґу, Мацудайра Саданобу отримав призначення на посаду родзю, голови уряду сьоґунату Едо. Він розпочав новий курс соціально-економічних перетворень, який отримав назву «реформи Кансей». Головною метою курсу було подолання фінансової кризи сьоґунату шляхом відновлення традиційної ролі села. Реформи були неуспішними, тому 1793 року Мацудайра подав у відставку.
Решту життя Мацудайра Саданобу провів на посаді голови Сіракава-хану, займаючись заснуванням шкіл та написанням політико-економічних трактатів. Він видав близько 200 наукових та художніх праць. Серед них найвагомішим вважається оповідання «Записки квітів і місяців»